# TAI/AgustaWestland T129 ATAK
TAI/AgustaWestland T129 ATAK — турецкий многоцелевой ударный вертолёт на базе платформы Agusta A129 Mangusta. T129 был разработан компанией Türk Havacılık ve Uzay Sanayii (TUSAŞ) с партнёром AgustaWestland. Вертолет предназначен для поддержки огнем сухопутных войск и разведывательных миссий в жарких и высокогорных условиях в дневное и ночное время.

## История

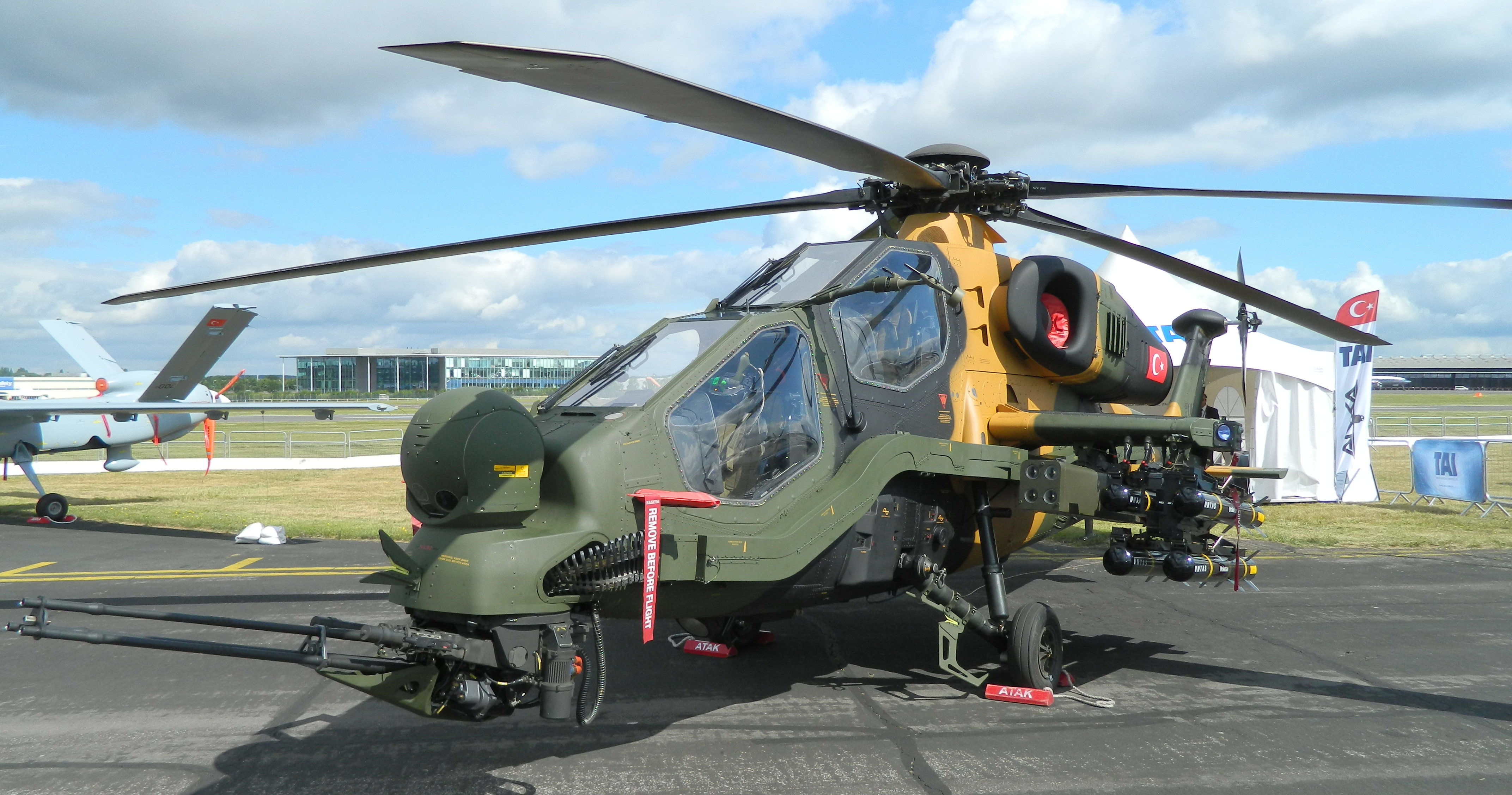
T129 на выставке в Фарнборо 2014

Программа ATAK была начата с целью удовлетворения потребностей Вооруженных сил Турции в боевом и тактическом разведывательном вертолете. T129 является результатом интеграции разработанной в Турции высокотехнологичной авионики, модификаций авиационных рам и систем вооружения на проверенный в боевых условиях вертолете AgustaWestland A129 с модернизированными двигателями, трансмиссией и лопастями ротора. T129 используется турецкой армией и поставляется на экспорт.
30 марта 2007 года турецкой стороной и компанией AgustaWestland был подписан договор о совместной разработке и производстве 51 (с 40 вариантами) ударных вертолётов на базе Agusta A129 Mangusta. Он будет собираться в Турции турецкой авиационно-космической промышленностью (TAI) как T129. 7 сентября 2007 года был подписан контракт на 1,2 миллиарда долларов
22 июня 2008 года соглашение между Türk Havacılık ve Uzay Sanayii (TAI) и AgustaWestland официально вступило в силу.
T129 был оптимизирован для жарких и высокогорных условий эксплуатации. Он имеет несколько ключевых улучшений по сравнению с оригинальным A129 в соответствии с требованиями турецкой армии.

## Варианты

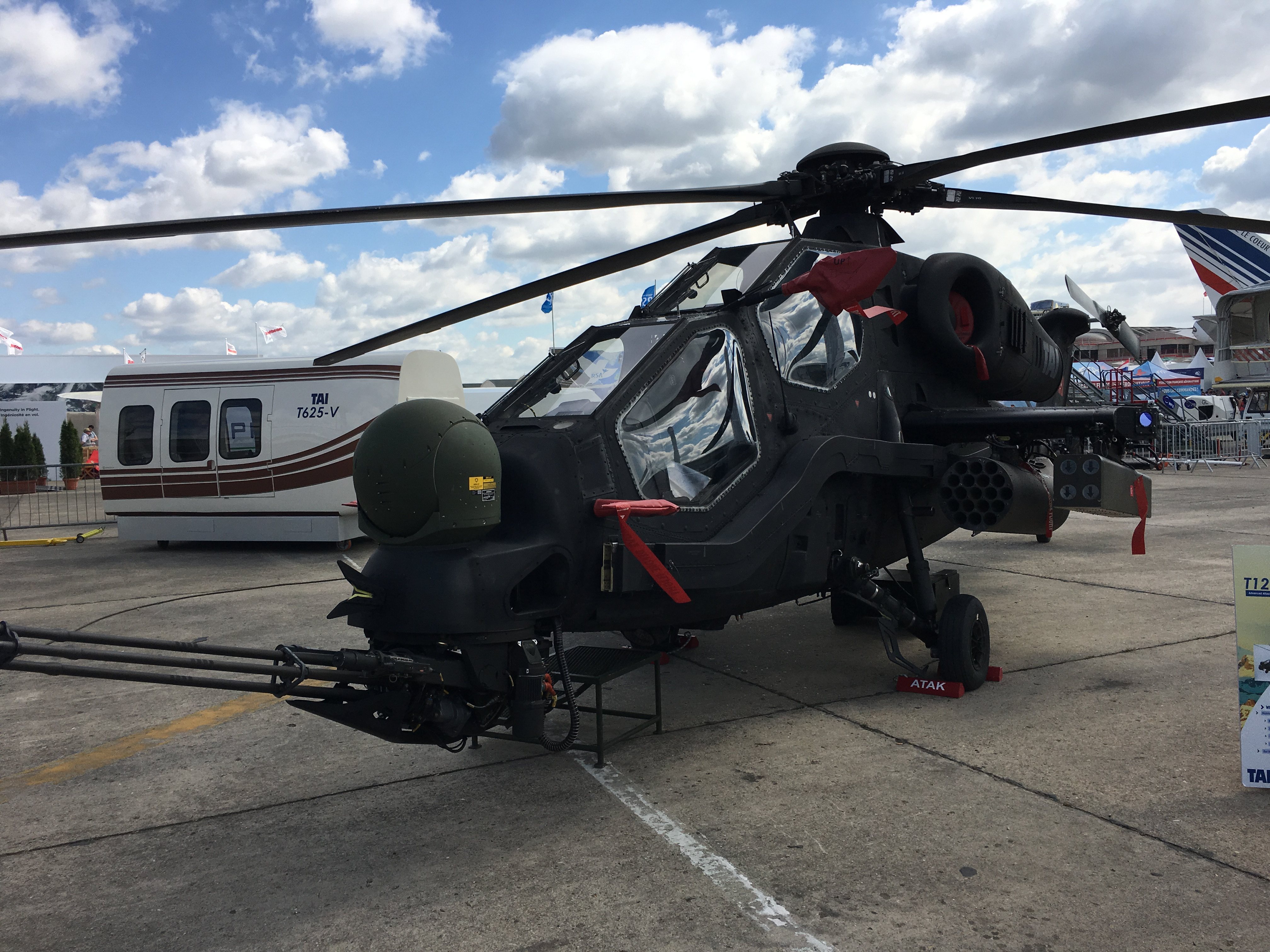
T129 на Парижском авиасалоне, 2017

- T129A EDH (Erken Duhul Helikopteri или скоростной вертолет)
- T129A — версия «боевой поддержки», оснащенная 20-мм пулемётом и может нести ракеты диаметром 70 мм; девять T129A были заказаны[5] Шесть вертолетов были поставлены турецкой армии. T129As должны быть обновлены до стандарта T129B.
- T129B — это «многоцелевая» версия, оснащенная передовыми системами радиоэлектронной борьбы. Будет произведено 51 вертолёт, один из которых будет использоваться в качестве испытательного стенда. T129B вооружен 20-мм пулемётом Гатлинга и может нести полезную нагрузку 8 UMTAS, 12 Roketsan CIRIT и 2 ракеты AIM-92 Stinger[6].

## Операторы
Турция:
- Сухопутные войска Турции — 9 T129A и 46 T129B, по состоянию на 2022 год
- Турецкая жандармерия — 9 T129B, по состоянию на 2022 год

 Филиппины: 2 единицы на апрель 2022 года, всего заказано 6 единиц T-129B в 2021 году
Сомали : Турция поставила сомалийской армии три ударных вертолета Т-129

## Общие характеристики

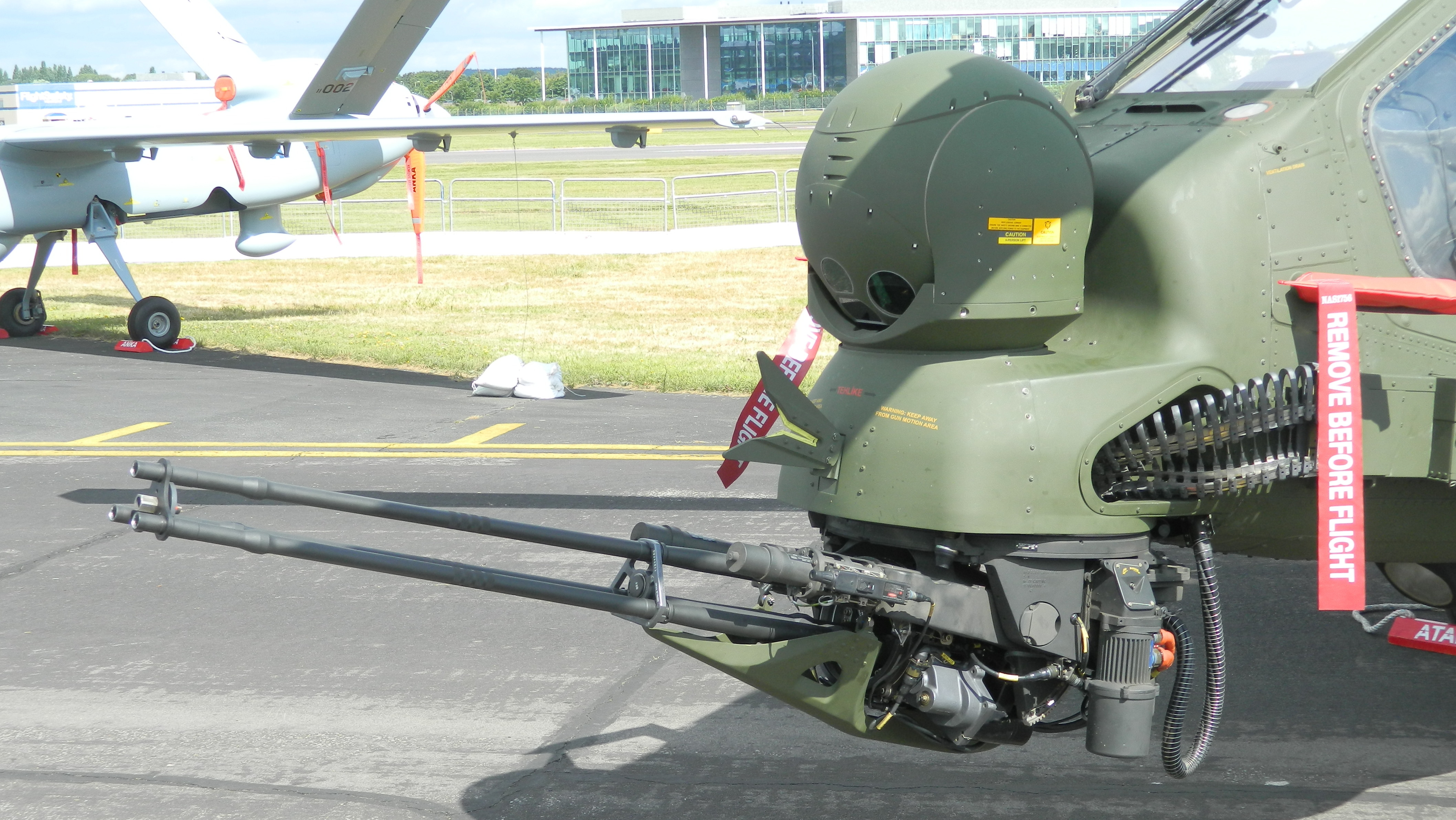
Пулемётно-пушечная установка

- Экипаж: 2: пилот и второй пилот/стрелок
- Длина: 13,45 м
- Диаметр ротора: 11,90 м
- Высота: 3,4 м
- Площадь диска: 111,22 м²
- Максимальный взлетный вес: 5000 кг
- Силовая установка: 2 × турбовальный двигатель LHTEC CTS800-4A, 1 014 кВт (1361 л.с.) каждый
- Лопасти: 5-лопастной главный ротор[6]

## Летные характеристики

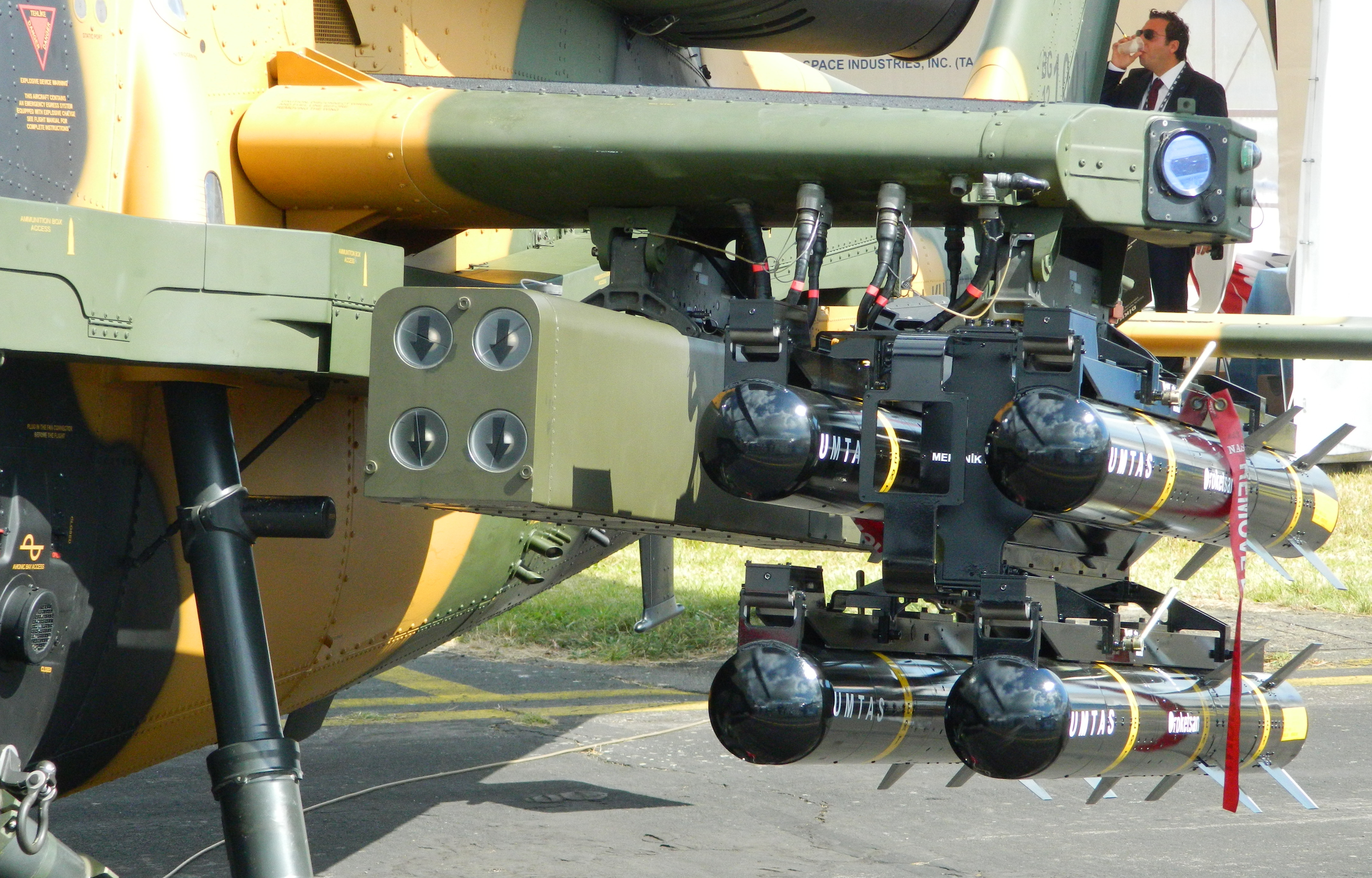
Ракетное вооружение вертолета

- Максимальная скорость: 278 км/ч
- Крейсерская скорость: 269 км/ч
- Радиус действия: 561 км
- Дальность полета: 1000 км
- Служебный потолок: 6096 м
- Скорость набора высоты: 14,0 м/с

## Вооружение
- Пушки: 1 × M197 20×102 мм трехствольное вращающееся орудие (500 выстрелов)
- Подвесные точки: 4
- Ракеты: максимум 4 пусковых контейнера
  - 38 × 81 мм — неуправляемые ракеты
  - 76×70 мм — неуправляемые ракеты
  - 8 × AGM-114 Hellfire, BGM-71 TOW, Hydra 70, Spike-ER, UMTAS, OMTAS, противотанковые и противотанковые ракеты и Sura D / Snora
  - 12x Рокетсан Сирит
  - 2 × противовоздушные ракеты AIM-92 Stinger или Mistral или AIM-9 Sidewinder
- 12,7-мм пулемётный отсек[6]